# Farschviller
Farschviller è un comune francese di 1 544 abitanti situato nel dipartimento della Mosella nella regione del Grand Est.

## Società

### Evoluzione demografica
Abitanti censiti